# Os Três Grandes
Os Três Grandes (traducción del portugués: Los Tres Grandes) es la denominación dada a los tres clubes más exitosos del fútbol portugués: el Benfica, el FC Porto y el Sporting de Portugal. Entre los anteriores tres equipos se reparten:
- Todos los títulos de la Primera División de Portugal con excepción de dos campeonatos (La temporada 1945/46, ganada por el CF Os Belenenses; y la temporada 2000/01, ganada por el Boavista FC[3]).
- 72 de las 99 ediciones oficiales de la Copa de Portugal.
- Todas las ediciones oficiales de la Supercopa de Portugal excepto 4 de ellas (3 conseguidas por el Boavista en 1979, 1992 y 1997, y una por el Vitória Guimaraes en 1988).
- Además, han sido los únicos equipos portugueses que han ganado las principales competiciones organizadas por la UEFA (Liga de Campeones de la UEFA, Liga Europa de la UEFA, Supercopa de Europa y Recopa de Europa).

## Origen del término
| Benfica | Oporto | Sporting |

La denominación de Os Três Grandes tendría su origen con la conformación y posterior desarrollo del Campeonato de Portugal (primer torneo de carácter nacional celebrado en ese país) entre 1922 y 1938. Para ese último año, Oporto y Sporting, con cuatro títulos; y el SL Benfica y el CF Os Belenenses, con tres, fueron los máximos dominadores de esa competición, por no mencionar los tres títulos de las "Águilas" y uno de los "Dragones" en la entonces experimental (y no oficial) "Primeira Liga", disputada entre 1934 y 1938. Con el inicio oficial de la "Primeira Divisão" y el paso del Campeonato a la "Taça de Portugal" en 1939, el Belenenses iría progresivamente perdiendo protagonismo en las competiciones nacionales con respecto a los primeros tres equipos, los cuales, a su vez, vivirían épocas de hegemonía en los torneos de fútbol luso (Sporting de Portugal durante las décadas de 1940 y 1950; SL Benfica durante las décadas de 1960 y 1970; y el Oporto a partir de la década de 1980).

## Evolución del poderío
Con el inicio de la Primeira Divisão, también comenzaba la hegemonía de los tres equipos en el fútbol luso con énfasis en distintas épocas.

### 1940-1959: Hegemonía del Sporting de Portugal
Entre 1940 y 1958, los "Leones" ganarían 10 de las 18 ligas disputadas en ese lapso de tiempo, así como 5 copas de Portugal. Además, entre la temporada 1946/47 y la 1953/54, ganó 7 de las 8 ligas disputadas, perdiendo solo la temporada 1949/50. Esa fue la era de los famosos "Cinco Violines" (en portugués, "Cinco Violinos") que se volvió famoso a niveles nacionales e internacionales, junto con entrenadores de la talla de Joseph Szabo, Robert Kelly, Randolph Galloway, Cândido de Oliveira, Armando Ferreira y Enrique Fernández, entre otros. El nombre "Cinco Violinos" fue dado por el periodista y entrenador Tavares da Silva para referirse a los delanteros Jesús Correia, Manuel Vasques, Fernando Peyroteo, José Travassos y Albano, de los cuales se decía que jugaban como una orquesta, con el mismo espíritu colectivo y eficiencia en el campo. Durante esos años, el Sporting anotó un promedio de 123 goles por campeonato (casi cinco por juego).
Además, el 10 de junio de 1956, el club inauguró el Estádio José Alvalade. El Sporting inicialmente había regresado a sus orígenes retornando al Estádio do Lumar en 1937, el cual había sido rentado, en muy buena condición, hasta su renovación en 1947; sin embargo, el estadio rápidamente se fue volviendo inadecuado conforme el club alcanzaba su primer medio siglo de vida. Por esa razón, se construyó un nuevo estadio basado, en gran parte, en el lugar del estadio antiguo y fue bautizado con el nombre del fundador del club que siempre se había ocupado de la calidad de las instalaciones del club.
Finalmente, aunque decaería definitivamente con el repunte del SL Benfica a partir de 1959, la hegemonía del Sporting se cerró con broche de oro al ser declarado el club como instituto de utilidad pública por el gobierno portugués en 1960, ganando nuevamente la Liga en 1961/62 y la Copa en 1962/63 y alcanzando su mayor éxito en el fútbol europeo al conseguir la Recopa de Europa en 1963/64 en una campaña que terminó en una final a dos juegos en canchas neutrales contra el MTK Budapest, remontando un 4-1 en su visita al Manchester United con un 5-0 de local en cuartos de final, y un festival de goles en octavos de final contra el APOEL Nicosia en Lisboa derrotándolo por 16-1 (récord en las competiciones de clubes de la UEFA) y clasificando con un marcador global de 18-1. Esta victoria, la cual fue poco esperada, fue en gran parte atribuida a la unión y la fuerza psicológica del equipo, liderado principalmente por Gentil Cardozo y luego por el arquitecto Anselmo Fernández y otros grandes nombres de los "Leones" como Joaquim Carvalho, Pedro Gomes, Mário Goulart Lino, Alexandre Baptista, José Carlos da Silva José, Hilário da Conceição, Fernando Mendes, Géo, José Pérides, Osvaldo Silva, Ernesto Figueiredo, Domingos Mascarenhas y João Morais.

### 1959-1990: Hegemonía del Benfica

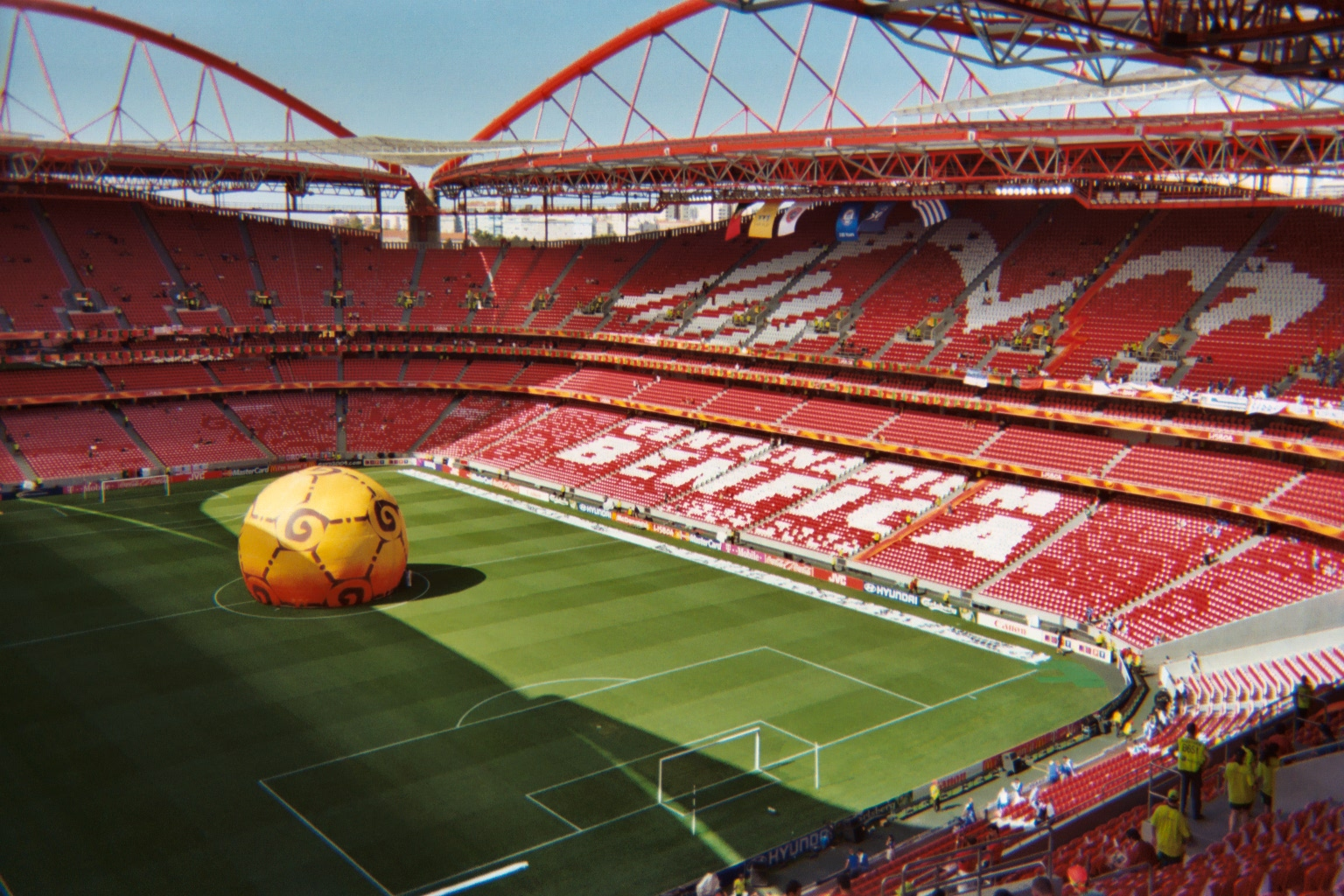
Interior del Estádio da Luz.

Mientras los "Leones" vivían su era dorada, su único contrincante de peso en ese momento era su máximo rival lisboeta, quienes, entre toda la década de los 40 y los primeros 9 años de la década de los 50, conseguirían 6 Ligas y 10 Copas de Portugal. Pero la época dorada de las "Águilas" llegaría, primero, con la remodelación del Estádio da Luz, aumentando su capacidad hasta los 80.000 espectadores, y luego con la llegada del entrenador austrohúngaro Béla Guttmann en 1959, proveniente del FC Porto, al que había dejado campeón de la Liga en la temporada inmediatamente anterior.
Con Guttmann al mando, el Benfica se proclama campeón nacional en las temporadas 1959-60 y 1960-61, llegando en 1961 a su primera final de la Copa de Europa, donde se enfrenta al Fútbol Club Barcelona español en un partido en el que los lisboetas vencen por 3 a 2, conquistando su primer título continental.
Al año siguiente el equipo no pasa de la tercera posición en liga, en parte debido a que concentró sus esfuerzos en la Copa de Europa, alcanzando de nuevo la final por segunda vez consecutiva, en la que se enfrentó al también español Real Madrid. En esta final el Benfica logró remontar dos goles en contra para finalmente vencer por 5 goles a 3, con dos goles de Eusébio, que se había incorporado ese año al equipo. Con esta victoria el equipo logró convertirse en bicampeón de Europa.
Después de ese partido, Guttmann le pidió a los directivos el pago de un premio por el objetivo alcanzado, pero estos se negarían argumentando que tal premio no estaba estipulado en el contrato. Furioso, decide irse del Benfica no sin antes lanzar la famosa maldición: "De aquí a cien años, un equipo portugués será bicampeón de Europa y el Benfica jamás ganará una Copa de Campeones de Europa sin mi.", algo que desde entonces se cumple no solo porque el equipo logró alcanzar más veces la final de la Copa de Europa sin ganarla, sino porque el FC Porto ya ha logrado dos veces la Liga de Campeones de la UEFA en 1987 y en 2004.
El nuevo entrenador pasó a ser Fernando Riera, llevando al equipo a recuperar el título de campeón de la liga portuguesa en 1962-63, y llevando de nuevo al Benfica a la final de la Copa de Europa, de la que sale derrotado por un gol a dos frente al AC Milan italiano.
Al año siguiente, el Benfica logra el título de liga y copa de Portugal, logrando un año después el triplete. Por cuarta vez en los últimos cinco años el equipo alcanza la final de la Copa de Europa, saliendo nuevamente derrotado por el Inter de Milán.
La temporada 1965-66 se convierte en la única sin títulos de toda la década, aunque al año siguiente el equipo recupera el título de liga. En 1967-68 vuelve a quedar bicampeón, y también vuelve a alcanzar la final de la Copa de Europa por quinta vez en ocho años. En esa final se enfrenta al Manchester United inglés, y aunque después de 90 minutos el partido estaba empate a uno, durante la prórroga los ingleses lograron marcar tres goles, perdiendo finalmente el Benfica por 4 a 1.
En la temporada 1968-69 el Benfica logra de nuevo el doblete en Portugal, ganando la final de copa al Académica de Coimbra en un partido marcado por la gran importancia política que tuvo, debida a la oposición de los estudiantes al régimen dictatorial.
Después de conquistar la Copa de Portugal de la temporada 1969-70, llega al Benfica un entrenador inglés, Jimmy Hagan, con el que el equipo tuvo tres años dorados. En la liga 1970-71, a pesar de que el equipo contaba con una gran desventaja en la clasificación, logró remontar y hacerse finalmente con el título, y al año siguiente revalida el título de liga y vuelve a ganar la copa del país luso en una gran final contra el Sporting de Portugal, en la que Eusébio marcó los 3 goles con los que el Benfica se impuso por 3 a 2. Ese mismo año el equipo alcanzó las semifinales de la Copa de Europa, donde fue eliminado por el Ajax de Ámsterdam de Johann Cruyff.
En la temporada el Benfica se convierte en el mejor campeón de la historia del fútbol portugués, y el primero invicto, ya que logró en esa liga 28 victorias, 2 empates y ninguna derrota, y habiendo marcado 101 goles y únicamente encajando 13.
A pesar de todo, Jimmy Hagan abandona el Benfica en la siguiente temporada, en la que el equipo no gana ningún título, y justo cuando se dio la Revolución de los Claveles en Portugal, que trajo repercusiones para el club, ya que el país pierde las colonias que tenía en África, que el club usaba como lugares de reclutamiento de jugadores –en esos años el Benfica apenas empleaba jugadores portugueses–, y esto se juntó con dificultades económicas en el país que hicieron que el equipo por primera vez se viera obligado a vender a sus mejores jugadores en el extranjero. Sin embargo, el equipo mantiene el nivel y logra tres títulos consecutivos entre 1975 y 1977, alcanzando la suma de 14 campeonatos en 18 años. Después de eso, entre 1978 y 1980 el equipo no logra ningún título de liga, siendo llamativo el caso de la liga 1977-78, en la que vuelve a quedar invicto, pero pierde el título de liga por diferencia de goles con el Oporto.
El Benfica inició la década de 1980 con un nuevo pleno nacional: liga, copa y supercopa, por primera vez en la historia del equipo. Sin embargo la temporada siguiente fue negativa, ya que no se logró levantar ningún trofeo, por lo que el equipo recurrió a la contratación de un nuevo entrenador, el sueco Sven-Göran Eriksson, que revolucionó el fútbol del equipo, y por extensión, el fútbol portugués con unos métodos novedosos en aquellos años, y apoyado con un conjunto de grandes jugadores, que llevaron al equipo a ganar la liga y copa portuguesas, y a alcanzar la final de la copa de la UEFA, en la que pierde contra el belga Anderlecht.
En la siguiente temporada el equipo vuelve a lograr liga y copa, pero es cuando Eriksson deja el equipo para entrenar al AS Roma italiano, cosechando el equipo malos resultados en liga en las temporadas 1984/85 y 1985/86, pero conquistando en esas mismas temporadas la Copa de Portugal, y una Supercopa. En estos años es cuando se aumenta la capacidad del estadio hasta los 120.000 espectadores.
En la temporada 1986/87 el Benfica sufre la mayor goleada encajada por su rival de Lisboa, el Sporting (1-7), pero meses después logra la venganza con dos victorias contra los sportinguistas que le permiten lograr el título de liga y ganar la final de la copa de ese año, y siendo la novena vez que el equipo lograba el doblete nacional.
En 1987/88 el Benfica no logra el título de liga, pero vuelve a brillar en el continente europeo 20 años después, ya que logra alcanzar la final de la Copa de Europa, en la que se enfrentó al PSV Eindhoven neerlandés en un partido muy reñido que finalmente perdieron en los penaltis.
En la temporada 1989/90, con Eriksson de vuelta, el equipo vuelve a ganar el título de liga, además de la Supercopa, y vuelve a alcanzar la final de la Copa de Europa. Antes del encuentro, jugado en el Estadio Ernst Happel de Viena, ciudad donde fue enterrado Béla Guttmann, Eusebio hizo un peregrinaje a su tumba rezando para que se acabara la maldición proferida por el entrenador austrohúngaro hace 28 años, pero fue en vano: el equipo volvió a perder, esta vez frente al AC Milan por 1 a 0 y cerraba, con ello, la época de predominancia de las "Águilas" en el fútbol luso.

### Desde 1982: Hegemonía del Oporto
Mientras los dos conjuntos lisboetas disputaban el dominio del fútbol portugués en los anteriores años, el Oporto, a pesar de ser reconocido como el tercer grande del país, estaba rezagado en esa lucha: entre 1939 y 1982, los "Dragones" solo habían conseguido seis Ligas, cuatro Copas nacionales y una Supercopa de Portugal: 11 títulos en total frente a los 26 títulos de los "Leones" y los 41 títulos de las "Águilas", contando tanto nacionales como internacionales, en el mismo lapso de tiempo.
La situación cambiaría con la llegada de Jorge Nuno Pinto da Costa a la presidencia del Oporto en ese año, quien marcaría un viraje definitivo en la historia del club. Con él, en los 90s el equipo azul y blanco dejaría su papel de animador portugués para convertirse en la escuadra a vencer en las siguientes dos décadas; así, desde su llegada al cargo el Oporto ha logrado 18 Ligas locales, incluyendo el único pentacampeonato consecutivo conseguido en la historia del fútbol luso (1995-1999); 12 Copas de Portugal; y es el equipo más laureado de la Supercopa de Portugal, con 17 trofeos en su haber.
Además, antes de la llegada de Pinto da Costa, el Oporto erá el único de "Os Três Grandes" en no haber ganado un trofeo europeo, pero eso cambió rápidamente comenzando por la final que alcanzó en la Recopa de Europa 1983-84, perdiendo con la Juventus de Turín por dos goles a uno. Tres años más tarde, la escuadra guiada por Artur Jorge ganó su primer laurel continental: la Copa de Campeones de Europa en 1987, venciendo 2-1 al Bayern de Múnich en una final recordada por el gol de tacón del argelino Rabah Madjer con el que los "Dragones" iniciaron la remontada. A esta victoria le seguirían, en ese mismo año, la Supercopa de Europa y la Copa Intercontinental, siendo el primer equipo lusitano en ganarlas.
Tras este periodo de gloria, los "Dragones" debieron esperar 16 años en las medianías de las competiciones europeas (en los que su resultado más rutilante fueron las semifinales de la Liga de Campeones en 1994, fase en la que cayeron ante el FC Barcelona de Johann Cruyff) antes de volver a ser protagonistas de una extraordinaria cabalgata en la Copa de la UEFA en el 2003 de la mano de José Mourinho, culminando con un triunfo en la final contra el Celtic de Glasgow, pero en ese mismo verano perdería contra el AC Milan en la contienda por la Supercopa europea. A pesar de lo anterior, el Porto se convertía en el equipo portugués con más títulos europeos, con una Copa de Campeones, una Supercopa europea y una Copa UEFA, contra las dos Copas de Europa del Bénfica y la Recopa Europea del Sporting, todo ello sin contar la Copa Intercontinental del 87. Por no mencionar las 10 Ligas, 7 Copas y 9 Supercopas locales obtenidas durante ese mismo transcurso de tiempo.
En la temporada siguiente, no obstante un inicio poco favorable en el curso del cual solo conseguiría un punto en los primeros dos partidos de la fase de grupos incluyendo una derrota 1-3 contra el Real Madrid, desde entonces no volvería a perder en la Liga de Campeones de la UEFA 2003-04, eliminando al Olympique de Marsella en dicha fase (quien luego llegaría a la final de la Copa UEFA de ese mismo año) y sucesivamente, y ya en la fase de eliminación directa, al Manchester United (en Old Trafford y en el minuto de reposición); al Olympique de Lyon; y al Deportivo de la Coruña; antes de derrotar por 3-0 en la Final al AS Mónaco de Didier Deschamps, la otra sorpresa de la competición y consiguiendo de esta forma su segunda Liga de Campeones, igualando lo conseguido por las "Águilas". En ese mismo año conseguía la Liga y la Supercopa de su país, y la Copa Intercontinental. en la que sería su última versión antes de la creación del Mundial de Clubes como reemplazante permanente de la anterior. Desde entonces, el Porto conseguiría otras 7 Ligas, 4 Copas, 6 Supercopas y la Liga Europa en 2011, el último título internacional conseguido a la fecha por el fútbol portugués.

## Rivalidades

### O Clássico
F. C. Oporto vs. SL Benfica es, en la actualidad, el juego más importante del fútbol portugués. Esta rivalidad ha crecido en los últimos 20 años, considerándose los malos resultados del Sporting de Portugal en las últimas décadas, pero tiene su origen en la primera mitad del siglo XIX con el desarrollo industrial y político que tuvo la ciudad de Oporto (la cual fue el foco de la revolución liberal de 1820), y que la convirtió en la segunda ciudad más importante de Portugal y en la contraparte del poder central representado por Lisboa, la capital, por lo que el enfrentamiento entre los clubes más exitosos de cada ciudad tiene sus raíces en la historia política, cultural y deportiva del país, sobre todo en lo que respecta al siglo XX.
Como resultado, aunque en el pasado el Oporto tenía solo la representación política y regional de su ciudad (trascendiendo el deporte), hoy ambos clubes cuentan con amplia dimensión nacional, contando adeptos y peñas en todas las regiones de Portugal y también entre las comunidades emigrantes.

### O Clássico dos Clássicos
SL Benfica vs. Sporting de Portugal, normalmente llamado El Derby Eterno o El Derby de la Capital, involucra a los dos clubes más importantes de Lisboa y fue, hasta la ascensión definitiva del Oporto, el partido más importante del fútbol portugués.
Esta rivalidad no solo representa la típica existente entre dos clubes de la misma ciudad sino un enfrentamiento de clase entre sus adeptos, con las "Águilas" como portavoces de la clase obrera mientras los "Leones" abanderaban a las clases adineradas. De hecho, el origen de la rivalidad (que data de 1907) sucede cuando 8 jugadores del Benfica aceptan ser transferidos al Sporting en busca de mejores condiciones laborales.

### Dragões vs. Leões
F. C. Oporto vs. Sporting de Portugal es la confrontación de fútbol portugués que más veces disputó la Copa de Portugal y también se vio como una disputa entre las regiones Norte y Sur del país, por lo cual también es una rivalidad importante en el país luso.
Esta rivalidad nació con la victoria de los "Dragones" sobre los "Leones" por 3-1 en la Final de la Copa (entonces llamado Campeonato de Portugal) en 1922, la cual cortaría las relaciones deportivas entre ambos clubes por parte de los directivos del Sporting. La tensión duraría hasta enero de 1924, cuando ambas partes llegaron a un acuerdo de paz por medio de la disputa de dos copas amistosas en donde los presidentes de ambos clubes intercambiaron ramos de flores.

## Impacto social

### Aficionados y asistencia a los estadios
Siendo los más habituales vencedores de las competencias nacionales e internacionales, Os Três Grandes mantienen una hegemonía tal que la gran mayoría de aficionados portugueses apoyan a uno de estos, relegando su equipo local a un segundo plano.
Asimismo,  Os Três Grandes tienen un mayor promedio de asistencia a los estadios en cada temporada en comparación con el resto de equipos quienes, al no contar con el apoyo de su población local por el monopolio establecido por los tres grandes, registran pobres asistencias (con excepción de Vitória Guimarães y Sporting Braga). La prensa lusa, frecuentemente acusada de desigualdad frente a los restantes clubes que son constantemente desplazados por los tres grandes, es otro motivo citado para explicar el apoyo nacional hacia los equipos de Lisboa y Oporto en detrimento de los equipos regionales.
En consecuencia, el efecto de todo lo anterior es que, a pesar de las excelentes asistencias conseguidas por Os Três Grandes, los demás estadios del país quedan cada vez más vacíos.

### Hinchada
Considerando los 10.5 millones de habitantes en Portugal, extrapolando el resultado para los 5 millones de portugueses que viven en el exterior y sin contar los aficionados extranjeros que viven en antiguas colonias portuguesas, un estudio hecho en el 2012 apuntó la siguiente cantidad de adeptos para cada uno de los tres clubes:
- Benfica: 5.8 millones (39%)
- Oporto: 3 millones (20%)
- Sporting de Portugal: 2.6 millones (17.7%)
- Otros equipos u deportes: 4 millones (23.3%)

### Enfrentamientos entre Barras Bravas
La rivalidad intensa entre los tres mayores clubes de Portugal se manifiesta también en confrontaciones, peleas y vandalismo por parte de sus respectivas barras: No Name Boys, Super Dragões y Juventude Leonina.[cita requerida]

## Palmarés

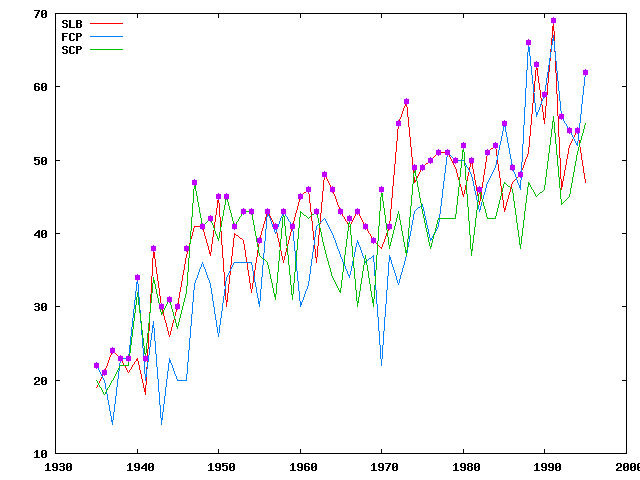
Evolución del puntaje obtenido por Os Três Grandes desde su primera liga profesional en 1934/35 hasta la celebrada en 1994/95, cuando se otorgaban dos puntos por victoria

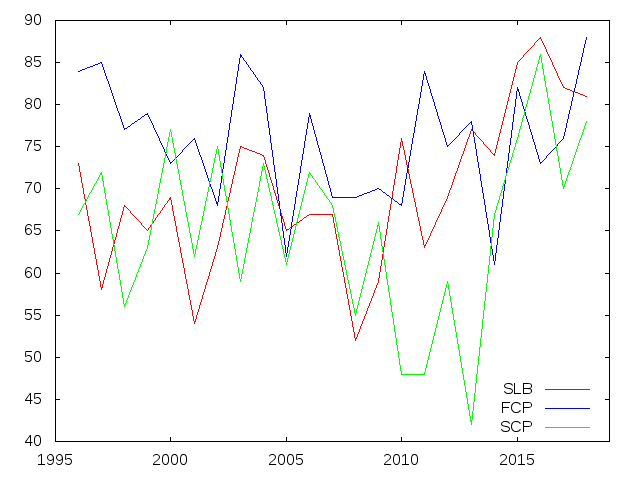
Evolución del puntaje obtenido por Os Três Grandes desde la liga celebrada en 1995/96, cuando se comenzaron a otorgar tres puntos por victoria

El siguiente conteo solo tiene en cuenta los títulos reconocidos por la Federación Portuguesa de Fútbol.

### Benfica
- Primera División de Portugal (38): 1936, 1937, 1938, 1942, 1943, 1945, 1950, 1955, 1957, 1960, 1961, 1963, 1964, 1965, 1967, 1968, 1969, 1971, 1972, 1973, 1975, 1976, 1977, 1981, 1983, 1984, 1987, 1989, 1991, 1994, 2005, 2010, 2014, 2015, 2016, 2017, 2019, 2023

Es el club que más títulos tiene de está competición.
- Copa de Portugal (29): 1930, 1931, 1935, 1940, 1943, 1944, 1949, 1951, 1952, 1953, 1955, 1957, 1959, 1962, 1964, 1969, 1970, 1972, 1980, 1981, 1983, 1985, 1986, 1987, 1993, 1996, 2004, 2014, 2017

Es el club que más títulos tiene de está competición.
- Copa de la Liga de Portugal (8): 2009, 2010, 2011, 2012, 2014, 2015, 2016, 2025

Es el club que más títulos tiene de está competición.
- Supercopa de Portugal (9): 1980, 1985, 1989, 2005, 2014, 2016, 2017, 2019, 2023
- Liga de Campeones de la UEFA (2): 1961, 1962
- Copa Latina (1): 1950

Total: 87

### Oporto
- Primera División de Portugal (30): 1935, 1939, 1940, 1956, 1959, 1978, 1979, 1985, 1986, 1988, 1990, 1992, 1993, 1995, 1996, 1997, 1998, 1999, 2003, 2004, 2006, 2007, 2008, 2009, 2011, 2012, 2013, 2018, 2020, 2022
- Copa de Portugal (24): 1922, 1925, 1935, 1937, 1956, 1958, 1968, 1977, 1984, 1988, 1991, 1994, 1998, 2000, 2001, 2003, 2006, 2009, 2010, 2011, 2020, 2022, 2023, 2024.
- Copa de la Liga de Portugal (1): 2023
- Supercopa de Portugal (24): 1981, 1983, 1984, 1986, 1990, 1991, 1993, 1994, 1996, 1998, 1999, 2001, 2003, 2004, 2006, 2009, 2010, 2011, 2012, 2013, 2018, 2020, 2022, 2024.

Es el club que más títulos tiene de está competición. 
- Liga de Campeones de la UEFA (2): 1987, 2004
- UEFA Europa League (2): 2003, 2011
- Supercopa de Europa (1): 1987
- Copa Intercontinental (2): 1987, 2004

Total: 86

### Sporting de Portugal
- Primera División de Portugal (21): 1941, 1944, 1947, 1948, 1949, 1951, 1952, 1953, 1954, 1958, 1962, 1966, 1970, 1974, 1980, 1982, 2000, 2002, 2021, 2024, 2025
- Copa de Portugal (22): 1923, 1934, 1936, 1938, 1941, 1945, 1946, 1948, 1954, 1963, 1971, 1973, 1974, 1978, 1982, 1995, 2002, 2007, 2008, 2015, 2019, 2025
- Copa de la Liga de Portugal (4): 2018, 2019, 2021 , 2022
- Supercopa de Portugal (9): 1982, 1987, 1995, 2000, 2002, 2007, 2008, 2015, 2021
- Recopa de Europa de la UEFA (1): 1964

Total: 57